# Молдовенизм
Молдовени́зм (молд. Moldovenism, последователи — молдовенисты, также молдавские самобытники) — политическое течение в Молдове, утверждающее, что молдаване являются отдельной этнической группой, отличной от румын, и этим обосновывающее существование независимого молдавского государства. Напротив, унионизм и его последователи румынисты не признают существования молдавской идентичности и выступают за интеграцию Молдовы в составе «Великой Румынии». Политическая идеология молдовенизма существует в трех  вариантах:
- доминирующая «минималистическая» теория, бывшая официальной[источник не указан 2075 дней] идеологией в советский период (1940—1991) и во время нахождения ПКРМ у власти (2001—2009) — гласит, что в силу исторических причин молдаване, живущие к востоку от Прута (последовательно на территории Бессарабской губернии, МАССР, МССР и современной Республики Молдова) обладают этнической и национальной идентичностью, отличающей их от румын (в том числе и от жителей Западной Молдовы).
- миноритариная и неофициальная «максималистическая» теория, продвигаемая антирумынскими сообществами «Молдова маре»[1], «Мишкаря воевод» и «Скутул молдовенеск»[2] — гласит, что все молдаване от Карпат до Днестра (территория средневекового Молдавского княжества) являются «потомками славяно-романских болоховцев», обладают отличной от румын этнической идентичностью и подверглись «искусственной румынизации со стороны румынского государства после 1859 года»[3].

- миноритарная и неофициальная «нейтральная» идеология молдовенизма, продвигаемая молодым поколением, в частности «Урмаший луй Штефан»  которые наводят на некоторые исторические источники такие как - летописи, молдавские летописцы, официальные документы из молдавского княжества и из соседних государств того времени и другие источники. – гласит, молдоване обеих берегов Прута братья, несмотря на уже «румынизированных молдован». И молдоване обладают другой этнической и национальной идентичностью, отличающийся от румын, тоже есть факт румынизации после 1859-1862 года. По сути новая идеология молдовенизма продвигаемая молодым поколением это улучшенная и исправленная версия старых теорий и про сообщества таких как – «Скутул молдовенеск» и «Молдова маре». Потому что новая идеология более основана на исторических фактах, документах и летописях.

Идеология молдовенизма, продвигаемая молодым поколением, не признает популярную версию происхождения молдовенизма «молдовенизм — дело рук СССР». Эта версия не признаётся ими «из-за несогласованности между историческими фактами», но признают упоминание молдовенизма в различных документах.

## История

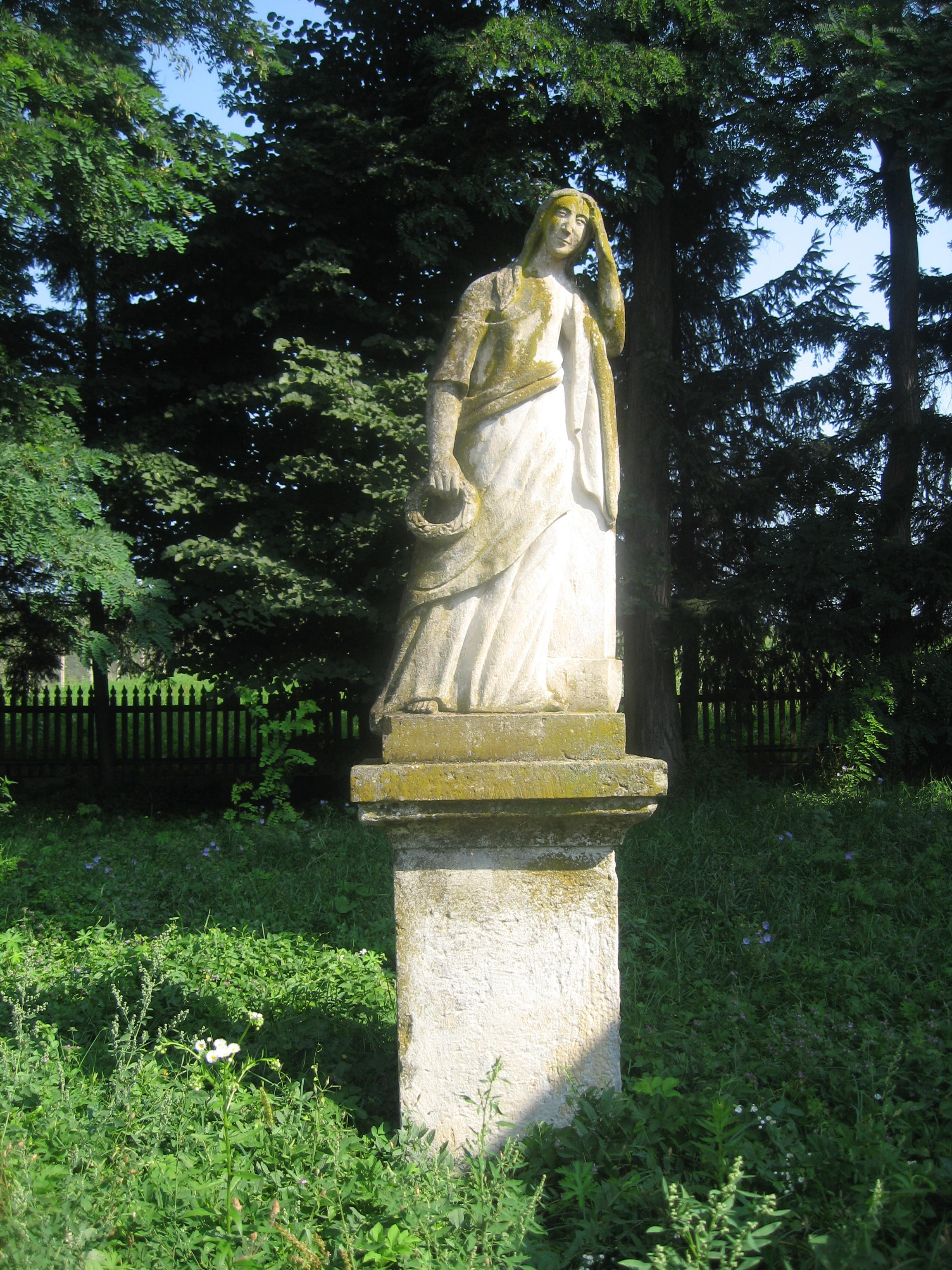
Статуя "Крики Молдовы" во дворе церкви Ротопэнешти, воздвигнутая Николаем Истрати. Николай Истрати был писателем и одним из главных идеологов молдавского патриотизма XIX века, а также активистом против объединения Молдовы с Валахией.

Молдаване выделились из средневековой романоязычной валашской народности в XIII—XIV веках. Не желая мириться с гнётом католических венгерских и немецких феодалов, захвативших Ардял, часть валахов покинула захваченную венграми Трансильванию и ушла за Карпаты, заселив опустошённые татаро-монголами степи в междуречье рек Сирет и Днестр, смешавшись там с остатками славянского населения (тиверцы) и постоянно контактируя с более многочисленными русинами. Самоназвание (эндоэтноним) молдаване (молдовень) вошло в употребление уже в XVI веке в Молдавском княжестве и вытеснило бытовавшее к западу от Карпат слово валахи. Оба народа, тем не менее, продолжали пользоваться кириллицей и сохраняли общие культурные традиции.

## Дифференциация
Дальнейшая дифференциация была обусловлена присоединением Бессарабии к Российской империи в 1806—1812 после русско-турецкой войны. После ещё одной русско-турецкой войны (1878) получила независимость Румыния. Трансильвания же оставалась в составе Австро-Венгрии до 1918. Западная часть Молдавского княжества (Молдова к западу от реки Прут) при этом вошла в состав Румынии и была постепенно румынизирована. В 1866-м году молдавские патриоты пытались при поддержке России отделиться от Румынии, но их попытка была подавленa.

## Язык
К этническим различиям добавились и различия в языке. Хотя в общих чертах взаимопонимание носителей сохранялось, румынский язык перешёл на латиницу в 1860-х годах, молдавский — только в 1990-х (молдавский язык в Приднестровье сохраняет кириллицу). Кроме того, в румынском получили широкое распространение галлицизмы и латинизмы, в молдавском — русизмы. Владимир Царанов был известным проводником молдовенизма. Несмотря на общность языка, менталитет и культурные установки молдаван и румын в настоящее время сильно различаются.

## Дебаты в независимой Республике Молдова
Дебаты вокруг этнической идентификации молдаван выплыли на поверхность после распада СССР. Одна сторона, которую поддерживали многие известные интеллектуалы такие как Григоре Виеру, Евгений Дога, Константин Тэнасе, утверждала, что молдаване всегда были румынами, даже несмотря на то, что находились в разных государствах. Поэтому молдовенизм они рассматривали как попытку советских властей создать искусственную национальность для постепенной ассимиляции румын, живущих в Советском Союзе. Представители другой стороны, среди которых был такой историк и политик, как Виктор Степанюк, подчёркивали особенности молдаван, утверждали что молдаване всегда отличались от румын.